# Z-Stuhl

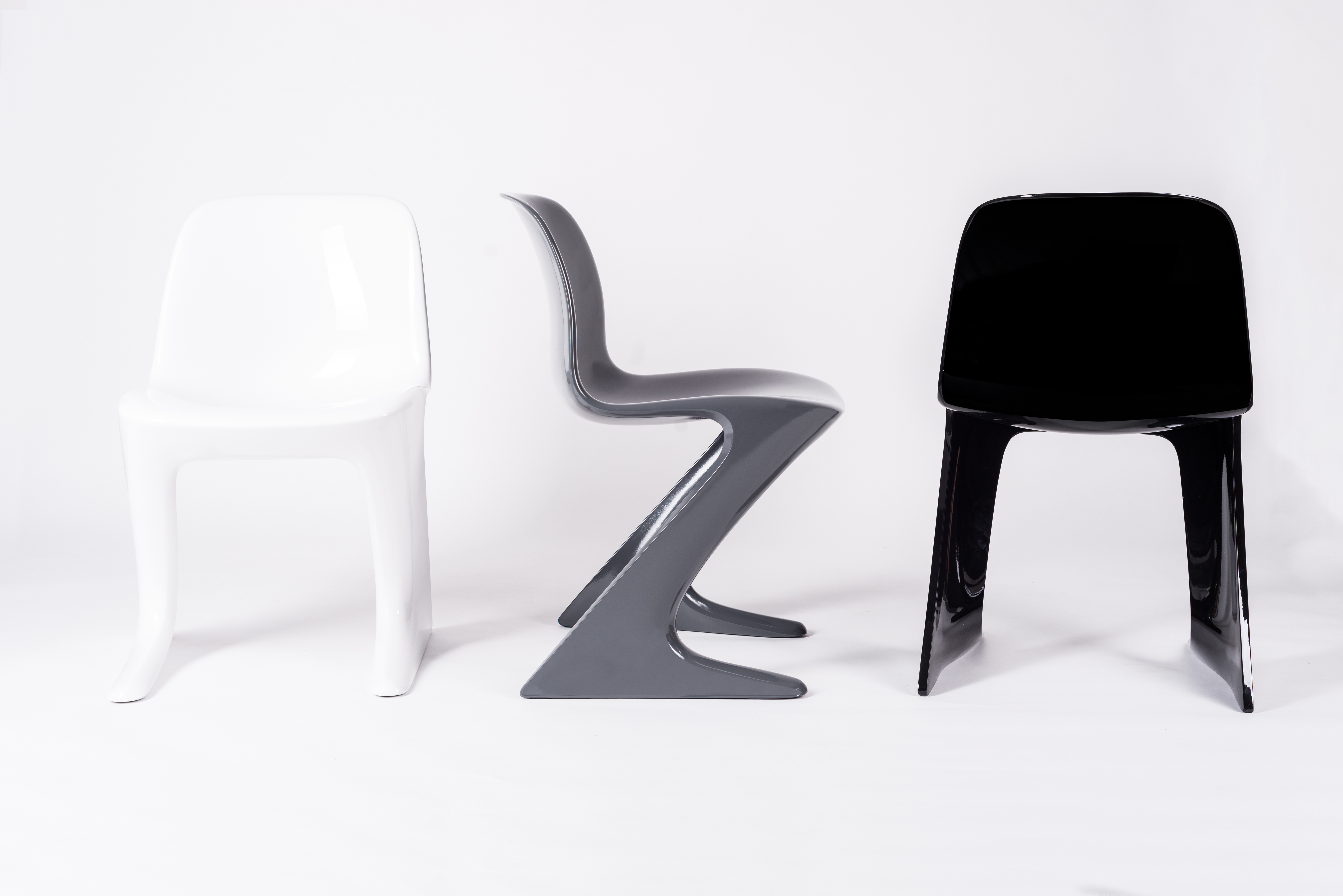
z-stuhl von Ernst Moeckl

Der z.stuhl, entworfen von Ernst Moeckl (1931–2013) in den 1970er Jahren, ist ein Freischwinger aus dem Kunststoff Polyurethan, den es mit und ohne Armlehnen gibt. Im Volksmund ist der Stuhl durch seine geometriebedingten vielen Namen wie „Hockender Mann“, „Känguru“ und „Z-Stuhl“ bekannt.

## Allgemeines
Durch seine lackierte und damit wasserresistente Oberfläche, ursprünglich nur in den Farben orange, schwarz, braun und hellgrau hergestellt für die „Horn Collection für lebendiges Wohnen“, findet man den z.stuhl oft auch im Außenbereich. Er ist zudem stapelbar.
Er gilt als ein Design-Klassiker im Möbeldesign und wurde mit mehreren Auszeichnungen gewürdigt. In Berlin wurde das Pressecafe im Haus des Berliner Verlages mit z.stühlen ausgestattet.
Durch die Verwendung des gleichen Kunststoffes und der manuell aufgebrachten Lackoberfläche sowie der zeitlich nahe beieinanderliegenden Veröffentlichung wird der z.stuhl auch mit dem Panton Chair vom dänischen Designer Verner Panton verglichen.
Seit 2020 wird der z.stuhl wieder in einem Chemnitzer Familienunternehmen produziert. Dabei wurden die Maße des Stuhles skaliert, sodass er den derzeitigen Ergonomie-Anforderungen entspricht (Sitzhöhe ca. 43 cm).